# Западная Цинь
Западная Цинь (кит. упр. 西秦, пиньинь Xī Qín) — одно из 16 варварских государств, на которые распался в начале IV века Северный Китай. Существовало в 385—431 годах.
Западная Цинь была сяньбийским царством со столицей в городе Юншичуани. Основателем был один из сяньбийских племенных вождей — Цифу Гожэнь. История этого царства нам почти неизвестна. Около 395 года Западная Цинь присоединила к своим владениям остатки земель царства Ранняя Цинь (ещё одно из 16 варварских государств того времени). В 414 году войска Западной Цинь также завладели землями Южной Лян. Западная Цинь просуществовала 46 лет и была завоевана в 431 году царством Ся.

## Императоры Западной Цинь
| Храмовое имя       | Посмертное имя                   | Личное имя                        | Годы правления   | Девиз правления (年號 niánhào) и годы                              |
| ------------------ | -------------------------------- | --------------------------------- | ---------------- | ------------------------------------------------------------------ |
| Ле-цзу 烈祖 Lièzǔ  | Сюань Ле-ван 宣烈王 Xuānlièwáng  | Цифу Гожэнь 乞伏國仁 Qǐfú Guórén  | 385—388          | - Цзяньи (建義 Jiànyì) 385—388                                     |
| Гао-цзу 高祖 Gāozǔ | У Юань-ван 武元王 Wǔyuánwáng     | Цифу Ганьгуй 乞伏乾歸 Qǐfú Gāngūi | 388—400, 409—412 | - Тайчу (太初 Tàichū) 388—400 - Гэнши (更始 Gèngshǐ) 409—412       |
| Тай-цзу 太祖 Tàizǔ | Вэнь Чжао-ван 文昭王 Wénzhāowáng | Цифу Чипань 乞伏熾磐 Qǐfú Chìpán  | 412—428          | - Юнкан (永康 Yǒngkāng) 412—419 - Цзяньхун (建弘 Jiànhóng) 420—428 |
| отсутствует        | Хоу Чжу 後主 Hòu Zhǔ             | Цифу Мумо 乞伏暮末 Qǐfú Mùmò      | 428—431          | - Юнхун (永弘 Yǒnghóng) 428—431                                    |